# Diagonală principală
În algebra lineară, diagonala principală a unei matrice {\displaystyle A} este o colecție de elemente {\displaystyle A_{i,j}} unde {\displaystyle i=j}. Următoarele trei matrice au diagonalele principale indicate cu roșu:
{\displaystyle {\begin{bmatrix}\color {red}{1}&0&0\\0&\color {red}{1}&0\\0&0&\color {red}{1}\end{bmatrix}}\qquad {\begin{bmatrix}\color {red}{1}&0&0&0\\0&\color {red}{1}&0&0\\0&0&\color {red}{1}&0\end{bmatrix}}\qquad {\begin{bmatrix}\color {red}{1}&0&0\\0&\color {red}{1}&0\\0&0&\color {red}{1}\\0&0&0\end{bmatrix}}}
Diagonala secundară (sau antidiagonala) a unei matrice pătratică {\displaystyle B} de dimensiunea Nu s-a putut interpreta (MathML cu fallback pe SVG sau PNG (recomandat pentru browserele moderne și uneltele de accesibilitate): Răspuns incorect („Math extension cannot connect to Restbase.”) de la serverul „http://localhost:6011/ro.wikipedia.org/v1/”:): {\displaystyle N}
 este o colecție de elemente {\displaystyle B_{i,j}} astfel încât {\displaystyle i+j=N+1}, adică este diagonala care pleacă din colțul drept sus și ajunge în colțul stâng jos:
{\displaystyle {\begin{bmatrix}0&0&\color {red}{1}\\0&\color {red}{1}&0\\\color {red}{1}&0&0\end{bmatrix}}}